# Emilia Boncodin

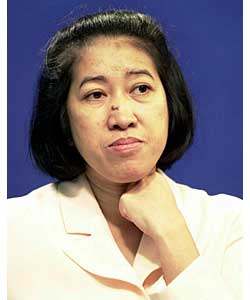
Emilia Boncodin

Emilia Boncodin (25 mei 1954 - Quezon City, 15 maart 2010) was een Filipijns minister.

## Biografie
Boncodin behaalde een Masters-diploma bestuurskunde aan de Harvard-universiteit in de Verenigde Staten en een bachelor-diploma bedrijfskunde en accountancy aan de University of the Philippines. Ze werkte haar hele carrière op het Ministerie van Budget en Management. Ze begon er als lid van het Development Budget Coordination Committee, waarna ze via fiscaal planningsspecialist, senior fiscaal planningsspecialist en hoofd fiscaal planningsspecialist doorgroeide naar assistent-directeur en directeur. Later werd ze benoemd tot assistent-minister en vervolgens tot onderminister en Chief of Staff voor ze in 2001 door president Gloria Macapagal-Arroyo werd benoemd tot minister van Budget. Naast haar werk op het ministerie was Boncodin hoogleraar aan het National College of Public Administration and Governance van de University of the Philippines en docent op diverse universiteiten, zoals de University of the Philippines, het Lyceum of the Philippines en de Ateneo de Manila University. Ook was ze consultant bij diverse publieke en private instituten en ondernemingen.
Boncodin was een van de kabinetsleden die president Gloria Macapagal-Arroyo opriepen om op te stappen naar aanleiding van het Hello Garci-schandaal in 2005. De president werd daarbij beschuldigd fraude te hebben gepleegd bij de verkiezingen van 2004. Op een kort geluidsfragment zou Arroyo te horen zijn terwijl ze met een kiesfunctionaris (Garci) sprak over de verkiezingsuitslagen en over haar voorsprong in de tellingen. Arroyo gaf aan wel met de functionaris gesproken te hebben, maar ontkende iets illegaals gedaan te hebben. De groep kabinetsleden, de zogenoemde Hyatt 10, waaronder Boncodin, stapten wel op.
Boncodin had al in haar periode als minister nierproblemen. In februari 2005 onderging ze een niertransplantatie. De donornier van haar zus werd echter afgestoten. Daarna moest ze jarenlang dialyseren. Ze overleed op 15 maart 2010 op 55-jarige leeftijd aan een hartstilstand, nadat ze op 10 maart in het National Kidney and Transplant Institute was opgenomen met ademhalingsproblemen en bloedarmoede.